# Bryanston (Südafrika)
Bryanston ist ein Stadtteil von Sandton in der Provinz Gauteng in Südafrika und Teil der City of Johannesburg Metropolitan Municipality. Im Jahr 2011 betrug die Einwohnerzahl von Bryanston 28.758.

## Geographie
Bryanston liegt im nördlichen Teil von Johannesburg. Die Autobahnen M1 De Villiers Graaff motorway und N1 Western Bypass tangieren den Stadtteil im Osten bzw. Norden.

## Geschichte
Bryanston wurde im Jahre 1969 gegründet, nach einer Ortschaft gleichen Namens in Dorset in England benannt und entwickelte sich schnell zu einer exklusiven Wohn-, Geschäfts- und Einkaufsgegend.

## Demographische Daten
Die im Jahre 2001 ermittelte Einwohnerzahl von 15.344 Personen setzt sich wie folgt zusammen: 66,96 % Weiße, 30,55 % Schwarze, 0,89 % Coloured und 1,60 % Asiaten. Hauptsprache zu diesem Zeitpunkt war Englisch mit 66,85 %, gefolgt von isiZulu mit 6,42 %, Afrikaans mit 5,06 %, Setswana mit 4,87 %, Sepedi mit 4,55 %, isiXhosa mit 2,80 %, Sesotho mit 2,16 % sowie weiteren Sprachen mit 7,29 %.